# Exosphaeroma diminutum
Exosphaeroma diminutum är en kräftdjursart som beskrevs av Menzies och Dirk Frankenberg 1966. Exosphaeroma diminutum ingår i släktet Exosphaeroma och familjen klotkräftor. Inga underarter finns listade i Catalogue of Life.